# Avast Software
Avast Software (до 1 червня 2010 року — Alwil Software) — чеська транснаціональна корпорація, що розробляє програмне забезпечення в галузі інформаційної безпеки. Послугами компанії користується 400 мільйонів користувачів. Avast Software отримала найбільшу частку ринку серед продавців антивірусних програм у всьому світі. Компанія має понад 1600 співробітників у штаб-квартирі в Чехії та офісах у Європі, Північній Америці та Азії. Компанія Avast була заснована Павлом Баудішем та Едуардом Кучерою в 1988 році як кооператив, а з 2010 року стала приватною компанією.
У червні 2017 року Avast займає провідну позицію серед антивірусних програм з часткою на ринку — 20,5 %. У липні 2016 року Avast придбала конкурента AVG Technologies за 1,3 млрд доларів. На той час AVG займала третю позицію на ринку.

## Історія
Компанія Avast була заснована Едуардом Кучерою та Павлом Баудішем у 1988 році. Засновники зустрілися в Науково-дослідницькому інституті математичних машин Чехословаччини. Вони вивчали математику та інформатику, тому що Чехія вимагала від них приєднання до комуністичної партії для вивчення фізики. У Інституті Павло Баудіш відкрив вірус «Відень» на дискеті і розробив першу програму для її видалення. Потім він долучив Едуарда Кучера до створення кооперативу Avast. Кооператив спочатку називався Alwil, і лише програмне забезпечення було названо Avast.

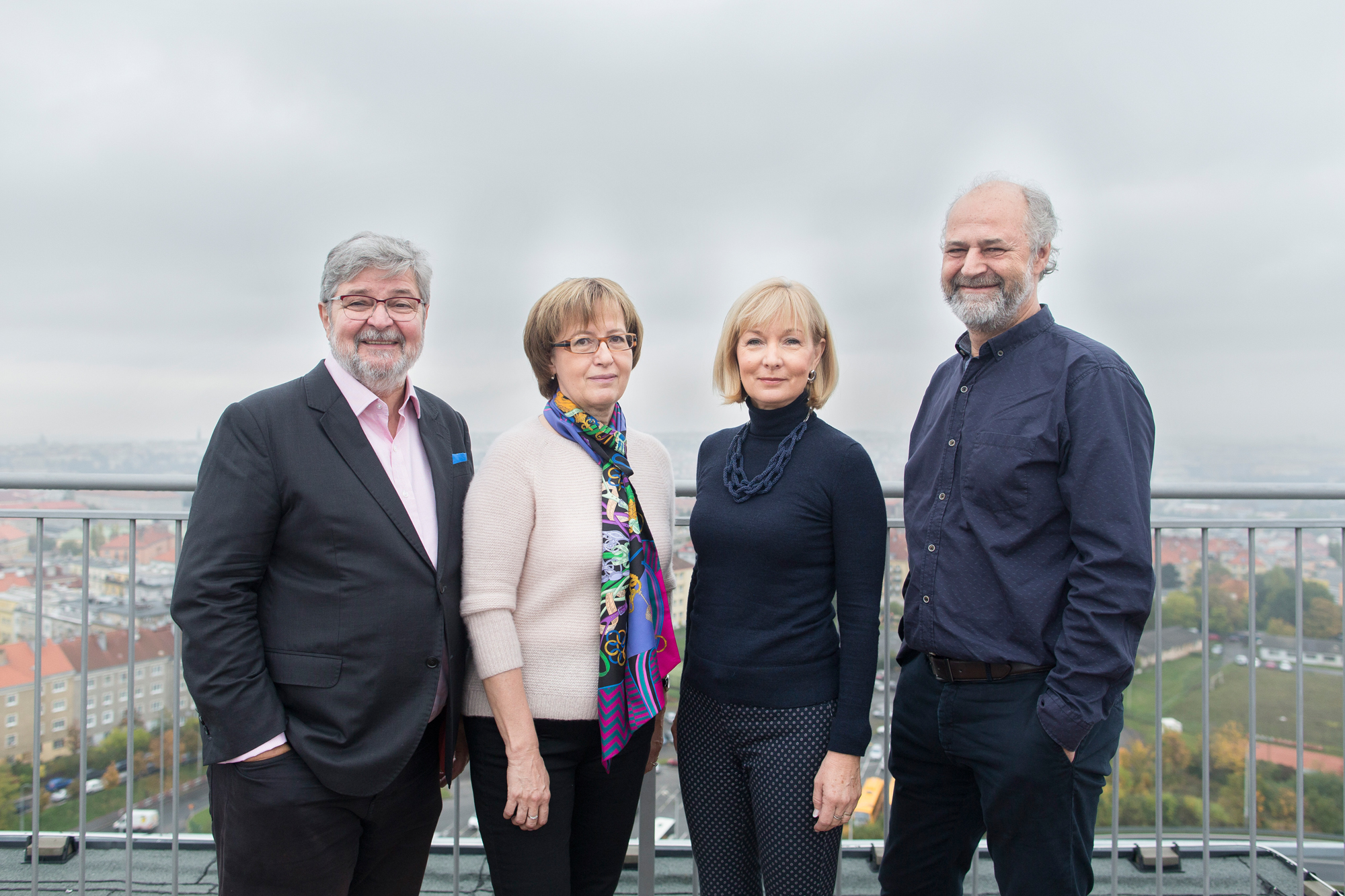
Едуард Кучера (ліворуч) та Павло Баудіш (праворуч) в 2016 році зі своїми дружинами, які керують Avast Foundation, фондом для розвитку громади.

Кооператив був змінений на спільне партнерство у 1991 році через два роки після Оксамитової революції, яка викликала зміну режиму в Чехословаччині. Новий режим розірвав зв'язки з Радянським Союзом і повернув економічну систему країни до ринкової економіки. У 1995 році співробітник Avast Ондржей Влчек написав першу антивірусну програму для операційної системи Windows 95. У 1990-х роках дослідники з Virus Bulletin, організації тестування ІТ-безпеки, надали Avast нагороду у кожній тестовій категорії, збільшуючи популярність програмного забезпечення. Однак до кінця 1990-х років компанія переживала фінансові проблеми. Alwil відхилив пропозиції щодо придбання McAfee, який ліцензував антивірусний двигун Avast.
До 2001 року Alwil зазнав фінансових труднощів, коли компанія змінила політику діяльності і перейшла на формат freemium, пропонуючи базовий програмний продукт Avast безкоштовно. В результаті моделі freemium кількість користувачів програмного забезпечення зросла до одного мільйона до 2004 року та до 20 мільйонів до 2006 року. Колишній виконавчий директор Symantec Вінсет Стеклер був призначений генеральним директором Avast в 2009 році. У 2010 році Alwil здійснила перейменування на Avast, прийнявши назву програмного забезпечення та збільшивши вкладені венчурні інвестиції на 100 мільйонів доларів. У наступному грудні Avast подала заявку на первинну публічну пропозицію, але відкликала заявку наступного липня через зміни у ринкових умовах. У 2012 році компанія Avast випустила свою технічну підтримку iYogi за допомогою зовнішньої служби після того, як з'ясувалося, що iYogi використовувала тактику продажу, яка вводить в оману, щоб переконати клієнтів купувати непотрібні послуги. До 2013 року в Avast було 200 мільйонів користувачів у 38 країнах і зміст був перекладений на 43 мови. У той час у компанії було 350 співробітників.
У 2014 році CVC Capital купив відсотки в компанії Avast за нерозкриту суму. Купівля Avast оцінюється в 1 мільярд доларів. Пізніше того ж року Avast придбав розробника мобільних додатків Inmite для створення мобільних версій Avast. Крім того, в 2014 році дані інтернет-форуму Avast були поставлені під загрозу, зокрема з можливістю розголошення 400 000 імен, паролів та електронних адрес. До 2015 року Avast мала найбільшу частку ринку антивірусного програмного забезпечення. У липні 2016 року Avast придбала AVG за 1,3 мільярда доларів, а у липні 2017 року — Piriform за невідому суму.

## Продукція
Avast розробляє та випускає продукти безпеки для бізнесу та споживачів для серверів, настільних комп'ютерів та мобільних пристроїв. Компанія продає як лінійку продуктів Avast, так і придбану продукцію фірмової марки AVG. Наприкінці 2017 року компанія об'єднала бізнес-лінії AVG та Avast і працювала над інтеграцією корпоративних відділів обох компаній. Крім того, Avast розробив програмне забезпечення для утиліт, щоб збільшити термін служби акумулятора на мобільних пристроях, очищати непотрібні файли на жорсткому диску, знаходити безпечні бездротові мережі або створювати VPN-з'єднання з Інтернетом.
Програмне забезпечення для захисту споживачів Avast та AVG продаються за моделілю freemium, де основні функції безпеки є безкоштовними, але для додаткових функцій потрібна придбання преміум-версія. Безкоштовна версія також містить рекламу. Крім того, всі користувачі Avast надають дані про свій ПК або мобільний пристрій до Avast, які використовується для виявлення нових загроз. Антивірусне сканування, очистка браузера, захист браузера, керування паролями та функції безпеки мережі надаються безкоштовно, а придбати можливо брандмауер, антиспам та онлайн-банкінг. За даними PC Pro, програмне забезпечення не примушує користувачів оновлювати програму. Близько 3 % користувачів Avast платять за преміум-версію (10 % у США).
Сімейство бізнес-продуктів Avast включає функції захисту кінцевої точки, захисту Wi-Fi, захисту від вірусів, захисту персональних даних, керування паролями та захисту інших даних. Компанія Avast Business Managed Workplace здійснює моніторинг та управління робочими столами, а також оцінює протоколи безпеки на місці. Компанія також продає програмне забезпечення для ІТ-адміністраторів для розгортання та управління установками Avast.

### Оцінки продуктів
PC Magazine в лютому 2017 дав безкоштовному антивірусному програмному забезпеченню Avast загальну оцінку 8,8 з 10, а AVG 8,4 балів. У огляді сказано, що Avast має хороші результати лабораторних випробувань і також має багато функцій, але його менеджер паролів трохи обмежений. У тестах, проведених Інститутом AV-TEST в жовтні 2023 року, Avast отримав шість із шести пунктів для захисту, зручності використання та продуктивність(вплив на швидкість роботи системи). У огляді Tom's Guide в серпні 2017 сказано, що безкоштовний антивірусний продукт Avast має «хороший захист від шкідливих програм» і має невеликий розмір у системі. У огляді говориться, що Avast має конкурентний набір функцій для безкоштовного антивірусного продукту, але сканування відбувається повільно і спонукає користувачів встановлювати браузер Google Chrome.
Антивірусний продукт Avast для бізнес-користувачів в вересні 2017 отримав 4 з 5 від TechRadar. У огляді сказано, що програмне забезпечення має хороші функції, захист, конфігурацію та «відмінний інтерфейс», але займає забагато місця на жорсткому диску і не поширюються на мобільних пристроях. Згідно з керівництвом Tom від жовтня 2017, мобільна версія є недорогою та функціональною, але деякі функції ненадійні або не працюють, як очікувалося. PC Magazine в червні 2013 заявив, що мобільна версія «має майже кожну функцію безпеки, яку ви могли б хотіти», але важко було використати.
AVG, який був придбаний компанією Avast в 2016 році, теж добре себе показав у лабораторних тестах. AV-Test Institute в жовтні 2023 року дав AVG 6 з шести пунктів для зручності використання, 6 балів для захисту і 5.5 балів за продуктивність. AVG набрав 99,51 % в лабораторних тестах Virus Bulletin в листопаді 2023. Огляд Tom's Hardware в серпні 2017 дав програмі AVG сім із десяти зірок. Огляд підкреслив, що програмне забезпечення має невеликий розмір системи і має хороший захист від шкідливих програм, але не має можливості швидкого сканування та не має багато додаткових функцій.